# Niigata-Kindesentführung
Die Niigata-Kindesentführung 1990 ist wegen der mehr als neunjährigen Dauer der Gefangennahme in Japan (dort unter dem Namen 新潟少女監禁事件, Niigata shōjo kankin jiken, etwa: „Niigata-Mädchen-Einsperrungsvorfall“) bekannt geworden.

## Entführung
Eine Neunjährige (Pseudonym: Sachiko Yamada (山田 幸子)) wurde am 13. November 1990 entführt und anschließend neun Jahre und zwei Monate lang bis zum 28. Januar 2000 gefangen gehalten.
Das Mädchen verschwand am 13. November 1990 auf dem Heimweg von einem Baseball-Spiel in ihrer Heimatstadt Sanjō (Präfektur Niigata, Japan). Eine große polizeiliche Suchaktion blieb erfolglos.
Ihr Entführer war ein damals 28 Jahre alter, psychisch kranker und arbeitsloser Mann. Er zerrte sie zunächst in sein Auto und hielt sie danach neun Jahre und zwei Monate lang im oberen Stockwerk seines Hauses in einem Wohnviertel von Kashiwazaki (Präfektur Niigata) gefangen. Das Haus ist nur 200 Meter von einer Polizeistation (Kōban) und 55 Kilometer vom Entführungsort entfernt.

## Gefangenschaft
Obwohl Sachiko Yamada anfangs Angst hatte, gab sie nach ihren Angaben später ihre Hoffnungen auf ein Entkommen auf und ergab sich in ihr Schicksal. Dem Vernehmen nach hielt der Entführer sie mehrere Monate lang gefesselt. Er benutzte eine Elektroschockpistole, um sie zu bestrafen. Er bedrohte sie mit einem Messer und schlug sie. Die meiste Zeit ihrer Gefangenschaft verbrachte sie mit Radiohören, sie konnte nur während des letzten Jahres fernsehen. Obwohl die Tür zu ihrem Versteck nie abgesperrt war, machte Yamada neun Jahre lang keinen einzigen Schritt nach draußen. Später berichtete sie der Polizei:

„Ich hatte zu viel Angst und verlor schließlich die Kraft zu fliehen.“

Die Mutter des Entführers, die im unteren Stockwerk wohnte, hatte anscheinend keinen Kontakt mit der Gefangenen ihres Sohnes, da dieser sehr gewalttätig wurde, sobald sie versuchte, nach oben zu gehen.

## Befreiung
Die Mutter des Entführers, damals 73 Jahre alt, wandte sich im Januar 1996 an das Gesundheitsamt von Kashiwazaki, weil ihr Sohn sich auffällig verhielt und ihr gegenüber gewalttätig war. Sie rief am 12. Januar 2000 wieder an, und nochmals am 19. Januar, wobei sie um einen Hausbesuch bat. Am 28. Januar suchten schließlich Beamte des Gesundheitsamtes ihr Haus auf. Auf Grund des auffälligen Verhaltens des Sohnes wurde von den Beamten die Polizei gerufen. Sachiko Yamada ergriff die Gelegenheit und wandte sich an die Polizisten. Sie sagte:

„Ich wurde in der Nähe meiner Schule von einem Mann entführt, der mich in sein Auto zwang. […] Neun Jahre lang habe ich das Haus nicht verlassen. Heute bin ich das erste Mal draußen.“

Bei ihrer Befreiung erwies sich Sachiko Yamada als extrem mager und schwach. Sie konnte wegen mangelnder Übung kaum gehen. Außerdem litt sie unter Dehydratation und Gelbsucht. Da sie kaum der Sonne ausgesetzt gewesen war, war ihre Haut sehr hell. Während ihr Körper der einer erwachsenen Frau war, glich ihr Verhalten dem eines Kindes. Sie litt unter dem posttraumatischen Stresssyndrom.
Bald nach ihrer Befreiung wurde Sachiko Yamada mit ihrer Familie vereinigt. 

## Folgen
In den Jahren nach ihrer Freilassung verbesserte sich Sachiko Yamadas Gesundheitszustand. Heute hilft sie der Familie beim Reisanbau. Doch neun kritische Jahre der Entwicklung zur Erwachsenen fehlen, und sie hat immer noch Schwierigkeiten, sich im Leben zurechtzufinden. Sie hat wenige Freunde und geht gerne allein spazieren. Sie übt sich gerne in der Digitalfotografie, besonders von Blumen, und hat den Führerschein erworben. Nachbarn berichten, dass sie ein Fan der Fußballmannschaft Albirex Niigata sei und bei ihren Spielen dabei sei.
Die Familie lehnt es ab, über die Tragödie zu sprechen.

## Strafverfolgung
Der 37 Jahre alte Entführer kam unmittelbar am 28. Januar 2000 als psychisch labil in stationäre Behandlung. Am 1. Februar wurde sein rechtlicher Status von verdächtigt zu kriminell geändert, und er wurde am 11. Februar 2000 verhaftet.
Das Gericht von Niigata eröffnete am 23. Mai 2000 den Prozess. Während der Verhandlung verfuhr die Anklage sehr vorsichtig, um Sachiko Yamadas psychische Gesundheit nicht weiter zu schädigen. Nachdem die Verteidigung die Unzurechnungsfähigkeit beantragt hatte, wurde der Entführer auf Grund von psychiatrischen Gutachten am 22. Januar 2002 für verhandlungsfähig erklärt, und er gab daraufhin die meisten Anklagepunkte zu. Noch am selben Tag wurde er vom Bezirksgericht in Niigata zu 14 Jahren Haft verurteilt (die Höchststrafe wären 15 Jahre gewesen).
Die Verteidigung legte am 24. Januar 2002 Berufung ein, und der Prozess wurde am Obergericht Tokio fortgesetzt. Am 12. Oktober 2002 verminderte der Obere Richter Toshio Yamada (山田 利夫, Yamada Toshio) die Strafe des Entführers auf 11 Jahre Haft. 
Sowohl die Anklage als auch die Verteidigung legten erneut Berufung ein, und der Prozess wurde am Obersten Gerichtshof in Tokio fortgesetzt. Der Richter am obersten Gericht, Takehisa Fukusawa (深沢 武久, Fukusawa Takehisa), machte sich die Argumente der Anklage zu eigen, so dass der Entführer nunmehr eine 14-jährige Haftstrafe abbüßt (manche Quellen geben irrtümlicherweise 15 Jahre an).

## Kritik an der Polizei
Nach der Entdeckung und Rettung Sachiko Yamadas wurde die Polizei in Japan heftig kritisiert. Der Entführer war der Polizei schon wegen Gewalttätigkeit gegenüber einer anderen jungen Frau bekannt, eine Tat, die er am 13. Juni 1989 beging und für die er am 19. September 1989 verurteilt wurde. Sein Name verschwand jedoch aus unbekannten Gründen aus der Liste von Kriminellen, und er wurde nicht als Verdächtigter für die Entführung Sachiko Yamadas angesehen. Aus diesem Grund und wegen weiterer Fehler der Polizei trat am 26. Februar 2000 der Leiter der Präfekturpolizei Koji Kobayashi und am 29. Februar 2000 der Leiter der Regionalpolizeibehörde Kantō, einer Zweigstelle der nationalen Polizeibehörde, zurück.